# شيخلر (ميانة)
شيخلر هي قرية في مقاطعة ميانة، إيران. عدد سكان هذه القرية هو 102 في سنة 2006.